# Мохаммад Алі Хан Занд
Мохаммад Алі Хан Занд (перс. محمد علی خان زند; близько 1760—1779) — другий шах династії Зандів, що правив від 6 березня до 19 червня 1779.

## Життєпис
Після смерті Карім Хан Занда в 1779 Іран знову розпався — почалася боротьба за трон. Зведений брат Карім Хана Закі Хан Занд заявив Мохаммаду Алі, що він як другий син Карім Хана, має правити разом із його сином як другий правитель династії Занд. Незабаром після цього Аболь-Фатх Хан Занд, старший син Карім Хана, став на деякий час співправителем.
У тому ж році Мохаммед Алі Хан помер від серцевого нападу. Протягом майже чотирьох місяців свого правління він досяг дуже мало і не міг продовжувати спадщину свого батька.
Його брат Аболь-Фатх Хан Занд 19 червня 1779 оголошений єдиним правителем Ірану, але його правління було недовгим.